# Glass House

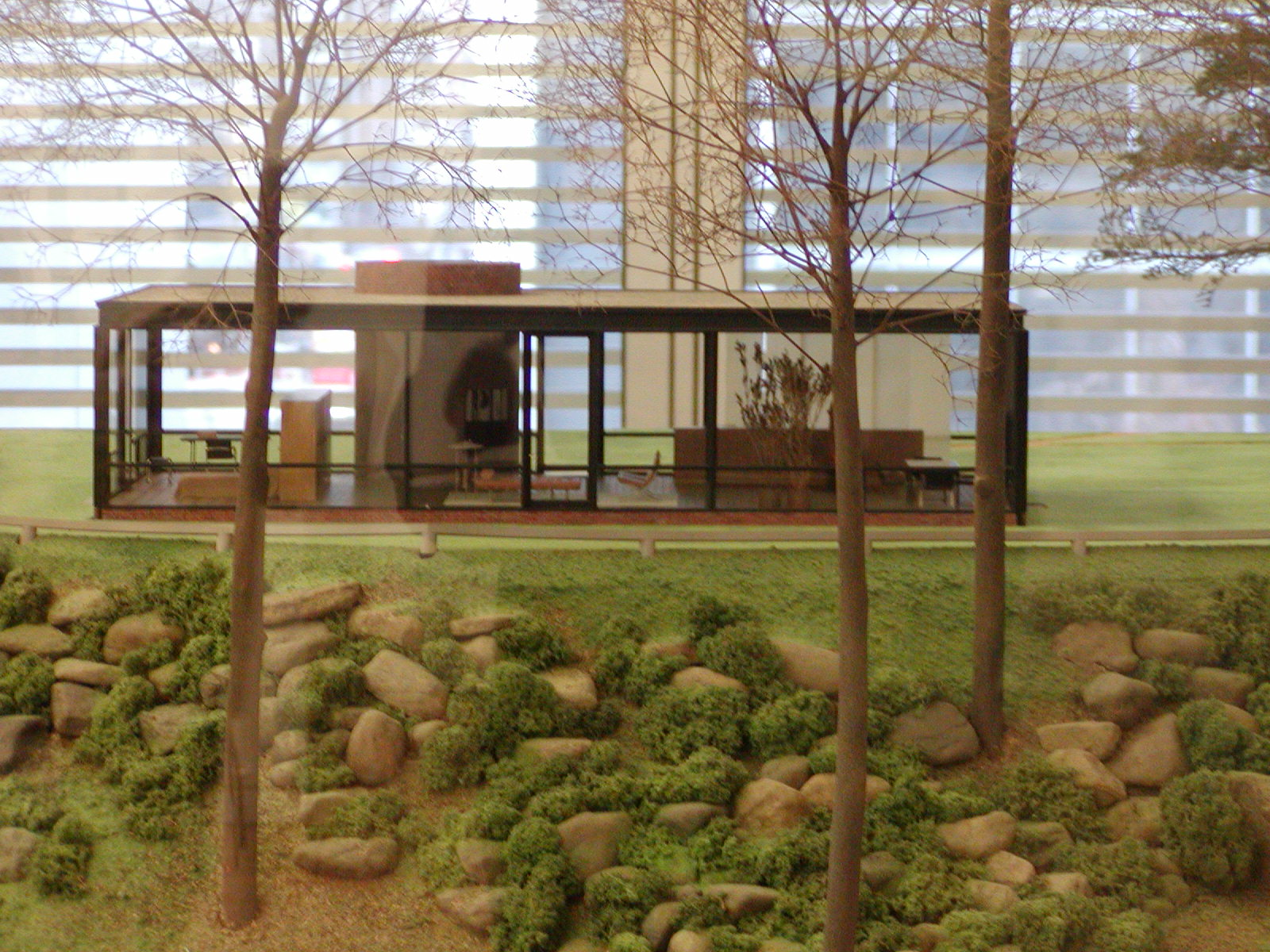
Modell

Das Glass House (deutsch: Glashaus) oder Johnson House ist ein Wohngebäude, das der US-amerikanische Architekt Philip Johnson 1949 zusammen mit Richard Foster errichtete.

## Lage
Das Glass House steht in New Canaan, im US-Bundesstaat Connecticut, auf einem Privatgrundstück und war bis 2007 der Öffentlichkeit nicht zugänglich.

## Architektur
Das Haus besteht aus einem einzigen Raum mit 9,6 Meter Breite und 16,8 Meter Länge. Alle vier Außenwände sind völlig transparent und werden jeweils von einer Stütze in der Mitte unterbrochen. Getragen wird die Konstruktion von einem Stahlgerüst und ist umgeben von einem unauffälligen Schutzgeländer.
Ins Auge fällt der dunkelrote Ziegelschornstein in der Mitte, der aus dem gleichen Material besteht wie der Fußboden. In diesem gemauerten Kern befindet sich das Badezimmer. An seiner Außenseite ist ein Kamin installiert, dahinter befindet sich eine Schrankwand aus Walnussholz, die zum Schlaf- und Arbeitsbereich an der Nordseite gehört.
Das Glass House ist nicht in Zimmer unterteilt. Die verschiedenen Bereiche werden lediglich durch einige Einbauten angedeutet. Zur Küche gehört ein niedriger Schrank aus Walnussholz. Daneben gibt es eine Art Eingangshalle. Der Wohnbereich ist durch einen weißen Teppich markiert und enthält Möbel, die Mies van der Rohe konstruierte.
Das Glass House war eine Abkehr von der bisherigen Vorstellung, wie ein Haus auszusehen hat, denn Johnson propagierte damit das Konzept vom Einraumhaus. Sydney LeBlanc drückt das folgendermaßen aus:

„Das transparente Haus, das Philip Johnson für sich selbst entwarf, stellt die Idee des Heims auf den Kopf, Wände werden Fenster, und das Privatleben öffnet sich nach außen, statt abgeschirmt zu werden.“

Die Transparenz relativiert sich allerdings, da das Glass House auf einem großen Privatgrundstück steht und von Bäumen umgeben ist. Außerdem wurde es nur von einer einzigen Person bewohnt.

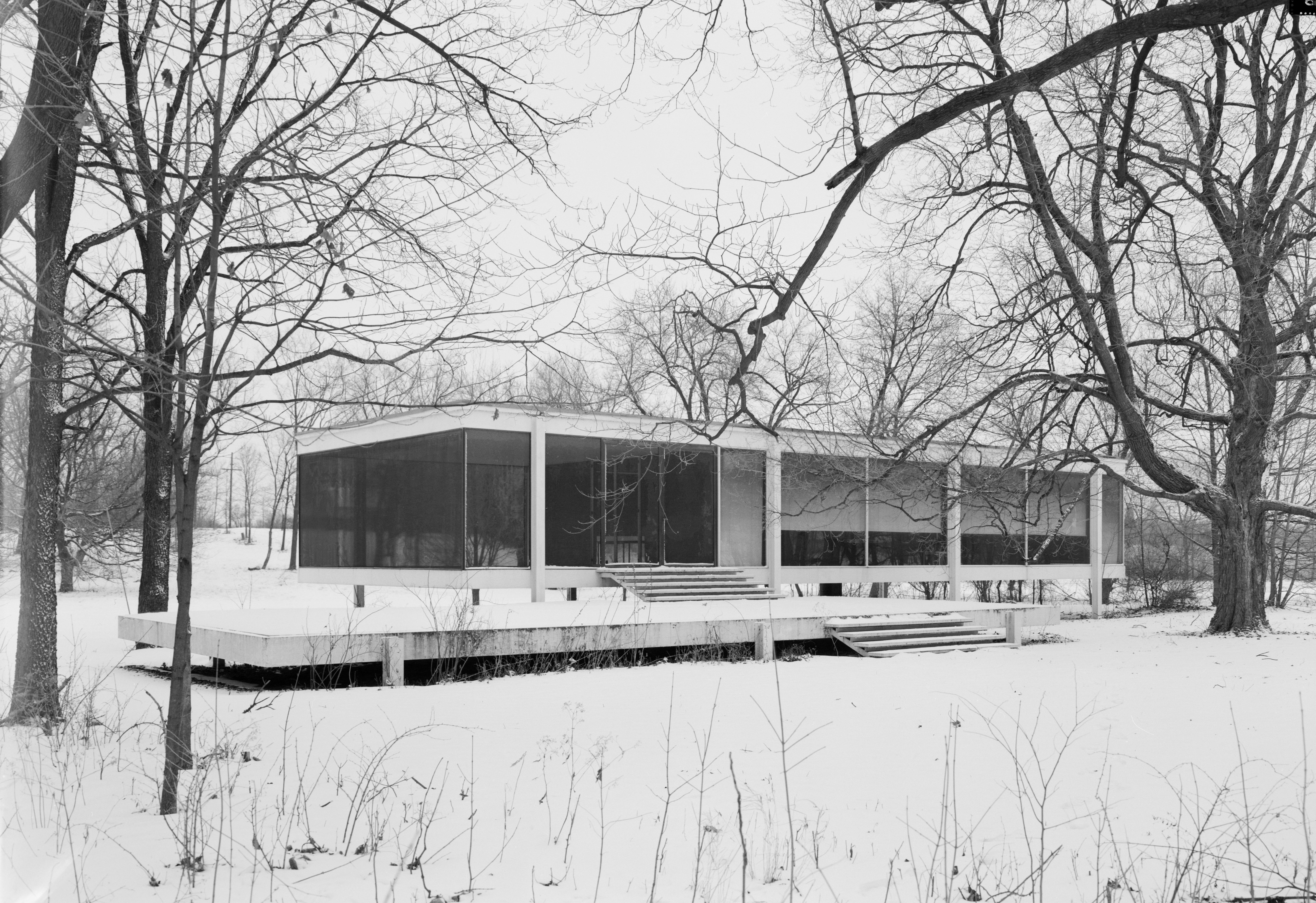
Farnsworth House

Vorbild für das Glass House war das Farnsworth House des Architekten Mies van der Rohe. Johnson führte allerdings hier das Konzept der Transparenz noch weiter.

## Geschichte
1979 bekam Philip Johnson für das Glass House den zum ersten Mal ausgelobten Pritzker-Preis. Am 18. Februar 1997 wurde es zum National Historic Landmark erklärt. Damit verbunden war der Eintrag in das National Register of Historic Places.
Im Lauf der Jahre errichtete Johnson auf dem gleichen Grundstück acht weitere Gebäude:
- 1949 – Guest House (wurde 1953 umgebaut)
- 1962 – Pavilion
- 1965 – Painting Gallery
- 1970 – Sculpture Gallery
- 1980 – Library/Study
- 1984 – Ghost House
- 1985 – Lincoln Kirstein Tower
- 1995 – Gate House.

Das letzte war das rot-schwarze „Monster“ („Monsta“), ein Gebäude am Eingang, das an Le Corbusiers Wallfahrtskapelle in Ronchamp erinnert. In diesem Bau wurde später das Besucherzentrum eingerichtet, denn nachdem Philip Johnson im Januar 2005 in diesem Haus starb, übernahm der National Trust for Historic Preservation das Anwesen und machte es im April 2007 der Öffentlichkeit zugänglich.